# Malek Kīān
Malek Kīān (persiska: ملک کیان) är en ort i Iran.   Den ligger i provinsen Östazarbaijan, i den nordvästra delen av landet, 500 km nordväst om huvudstaden Teheran. Malek Kīān ligger 1 591 meter över havet och antalet invånare är 1 066.
Terrängen runt Malek Kīān är kuperad åt sydost, men åt nordväst är den platt. Runt Malek Kīān är det ganska glesbefolkat, med 38 invånare per kvadratkilometer. Närmaste större samhälle är Bāsmenj, 8,9 km sydväst om Malek Kīān. Trakten runt Malek Kīān består i huvudsak av gräsmarker.